# Château de Boussagues
Le château de Boussagues domine le hameau de Boussagues dans le Nord de l'Hérault. Il date du XIIe siècle.

## Historique

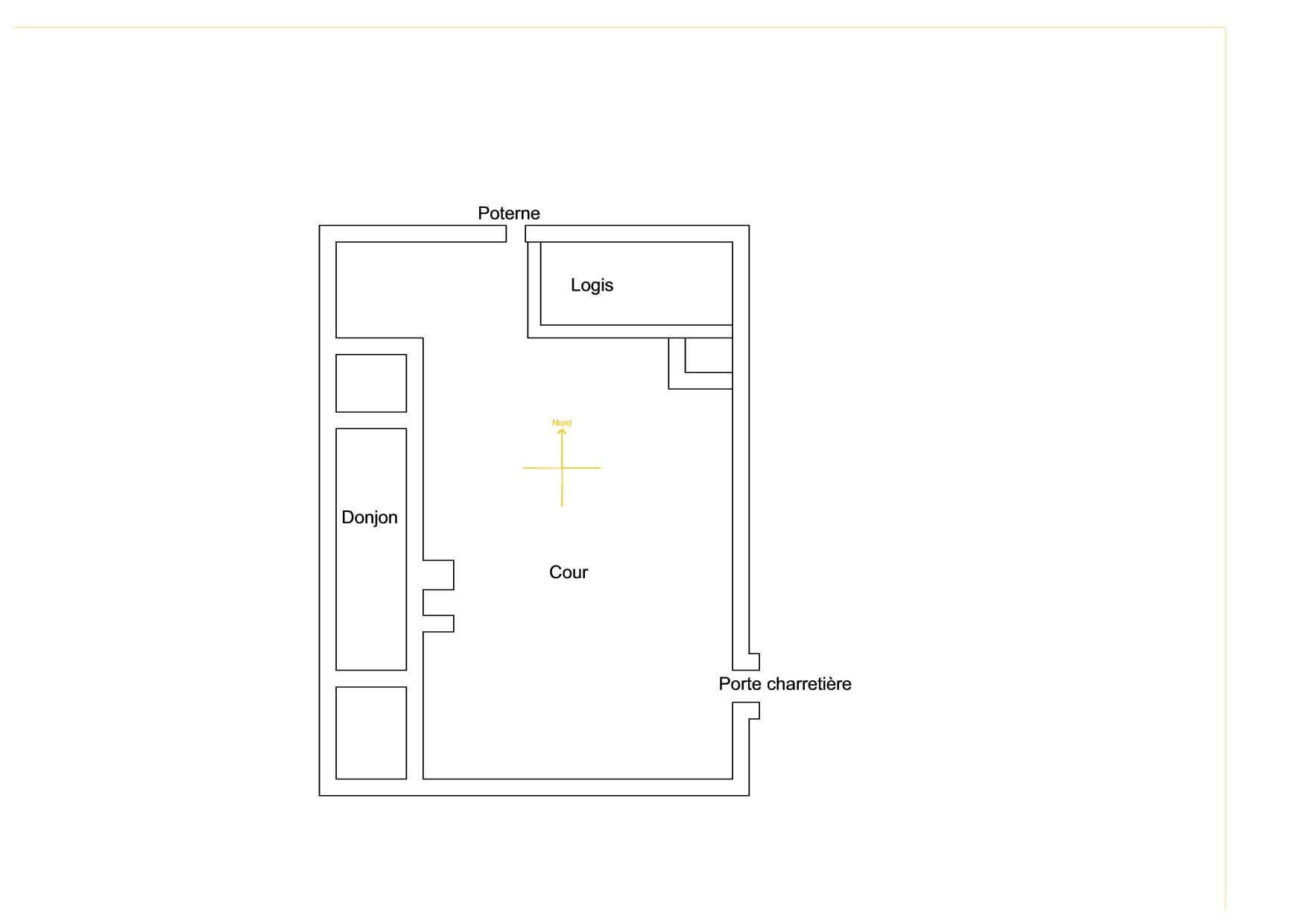
Schéma du plan du château de Boussagues

A appartenu à la famille et seigneurs de Boussagues.

## Architecture
Le château est bâti sur le socle rocheux à l'endroit où la topographie est plane. La pierre extraite en bordure du lieu est un grès très dur, elle a servi à la majeure partie de l'édifice, sauf pour les encadrements des ouvertures faits en calcaire. 
Le volume de maçonnerie mis en œuvre a conduit les bâtisseurs à se fournir "au pied" du chantier. 
Les bancs de grès relativement minces ont l'avantage de se séparer facilement, fournissant des calibres de pierres assez homogènes. 
La chaux a pu provenir d'une carrière situé à 500m sur les flancs du mont Coudoure.

### La cour

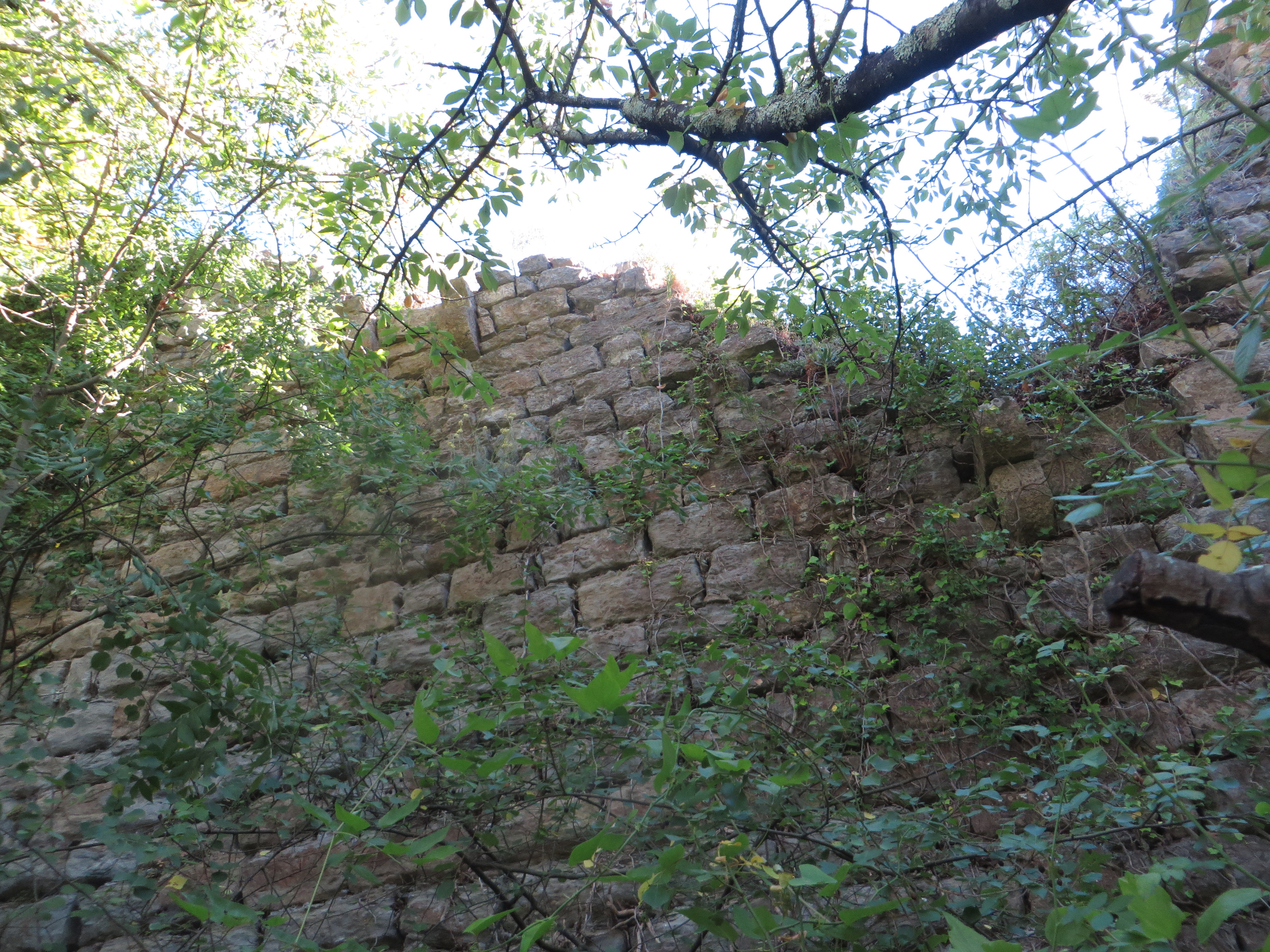
Côté externe de l'enceinte, restes de deux mâchicoulis au dessus de la poterne

L'édifice est constitué d'une cour quadrangulaire orientée selon un axe Nord-Sud. Les dimensions internes sont de 42m par 31m. 
Cette cour est entourée d'une enceinte de 6m de haut, d'une épaisseur de 1,3m. 
Dans le mur Est une porte charretière flanquée de contreforts mène vers le hameau. Une poterne protégée par un mâchicoulis est située dans le mur Nord.

### Le donjon

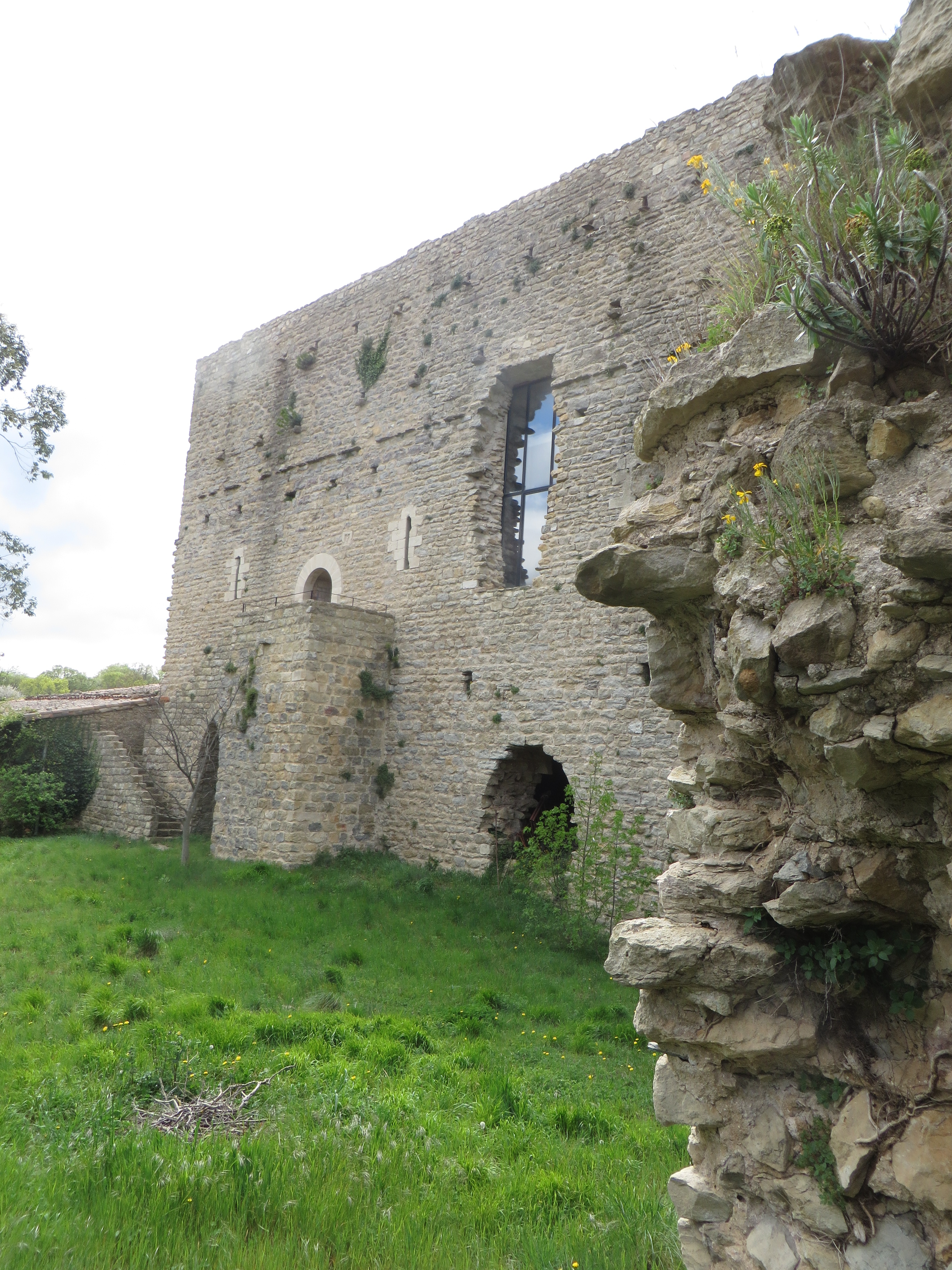
Vue sur le donjon depuis le logis

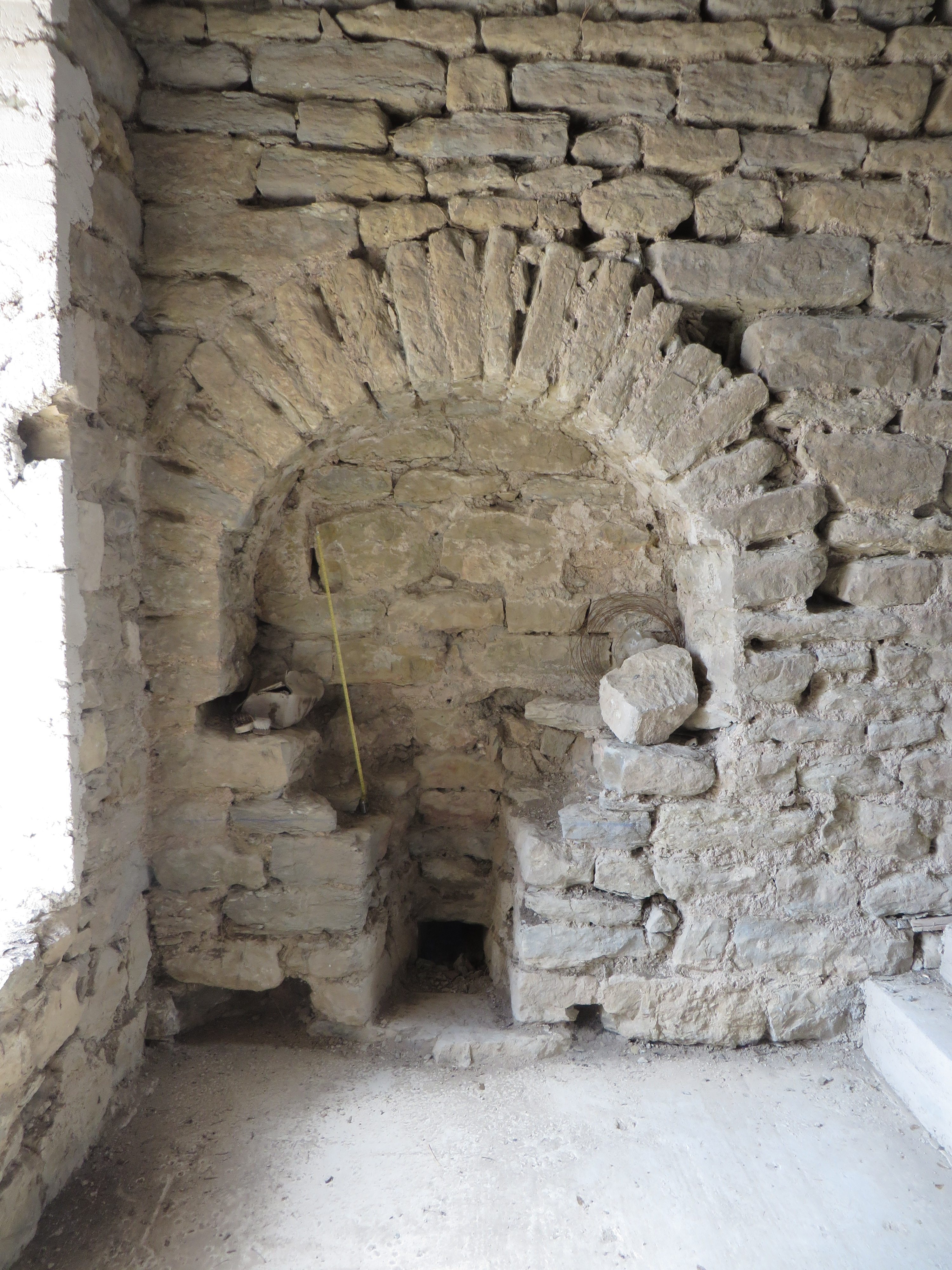
aménagement pour évier

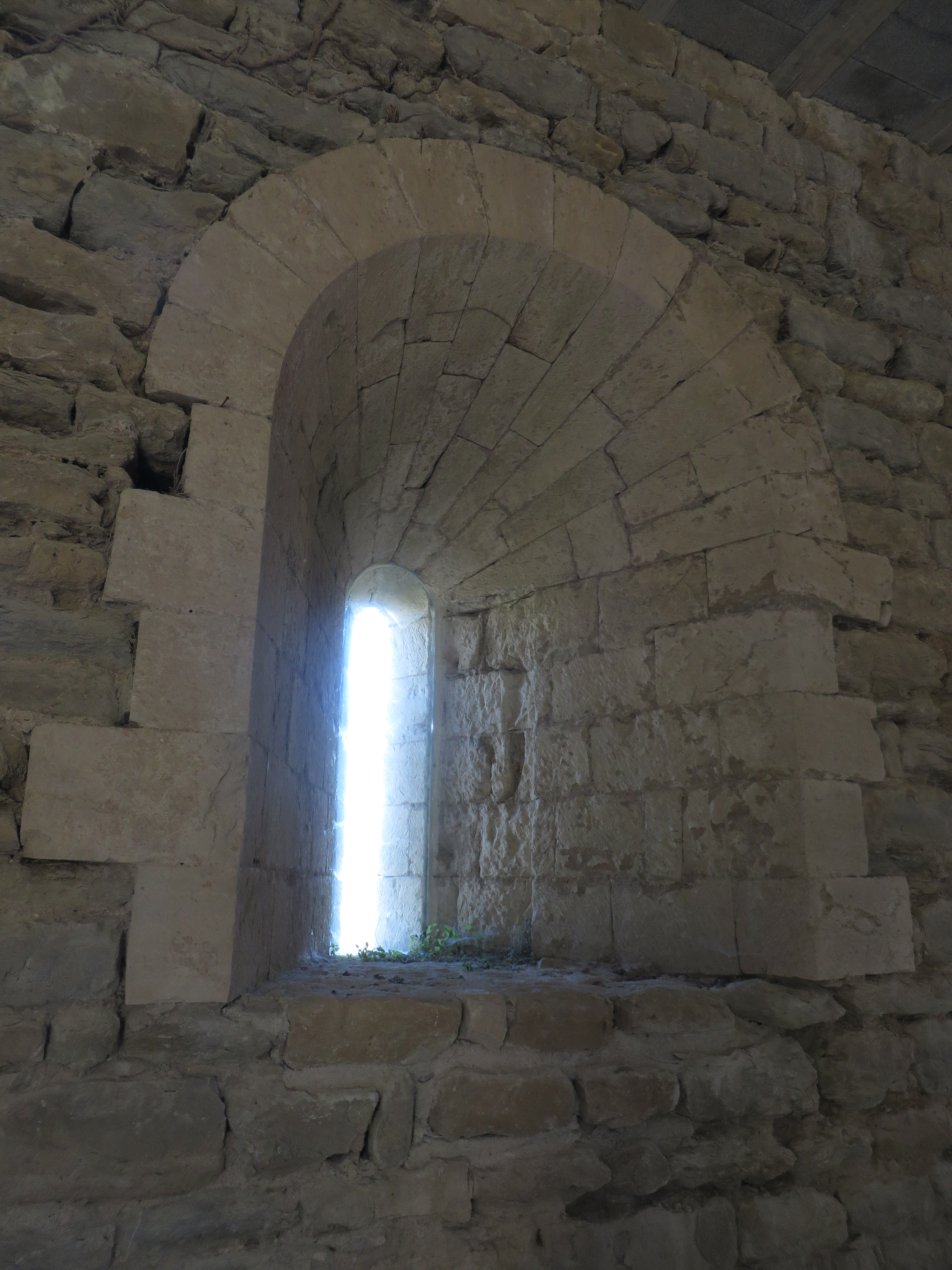
Archère du donjon

Le donjon est situé sur le côté ouest, d'une longueur de 21,5 m par 8,8 m et 17 m de haut, il domine aujourd'hui la route menant à l'église de la Trinité.   
Deux flanquements indépendants du donjon sont visibles ; sur le côté nord des traces d'arrachements supposent un volume disparu dont il ne reste que la base. Le côté sud est flanqué d'une partie voutée.
La partie basse est couverte d'une voûte en berceau, deux portes disparues (visible par négatif) permettaient l'accès par la cour. 
Les murs Nord et Sud disposent d'une fente menant aux flanquements. 
La partie supérieure est accessible par un escalier extérieur supporté par une voûte en berceau. Une porte en plein cintre donne sur le palier d'entrée. 
L'épaisseur du mur à cet endroit est de 1,8m.
En haut à droite de cette porte une sculpture en relief est encastrée dans le mur; elle représente un personnage debout soutenant le haut de l'encadrement dans lequel il est.
L'intérieur dispose d'un volume assez haut, presque 6m jusqu'au départ des arcs doubleaux. 4 arcs supportaient la charpente dont un exemple est visible au château Bas. 
Des chenaux taillés dans la pierre sont disposés dans l'épaisseur des murs gouttereau, des évacuations vers l’extérieur permettent l'écoulement des eaux de pluie.
À hauteur de ces arcs, une porte avec un escalier d'accès au toit est aménagée dans l'épaisseur du mur Sud. 
Les ouvertures visibles donnent sur la cour. Elles sont constituées de 3 archères dont l'ébrasement intérieur est large de 1,4m et de la porte d'entrée avec un ébrasement en arc surbaissé. 
Le travail de taille est soigné ; la pierre utilisée est un calcaire ferme extrait localement. 
Le reste d'un aménagement pour un évier est visible dans le mur Ouest.
Ce même mur présente deux grands trous, aucune trace ne vient confirmer s'il y avait des ouvertures à ces emplacements.

### Le logis

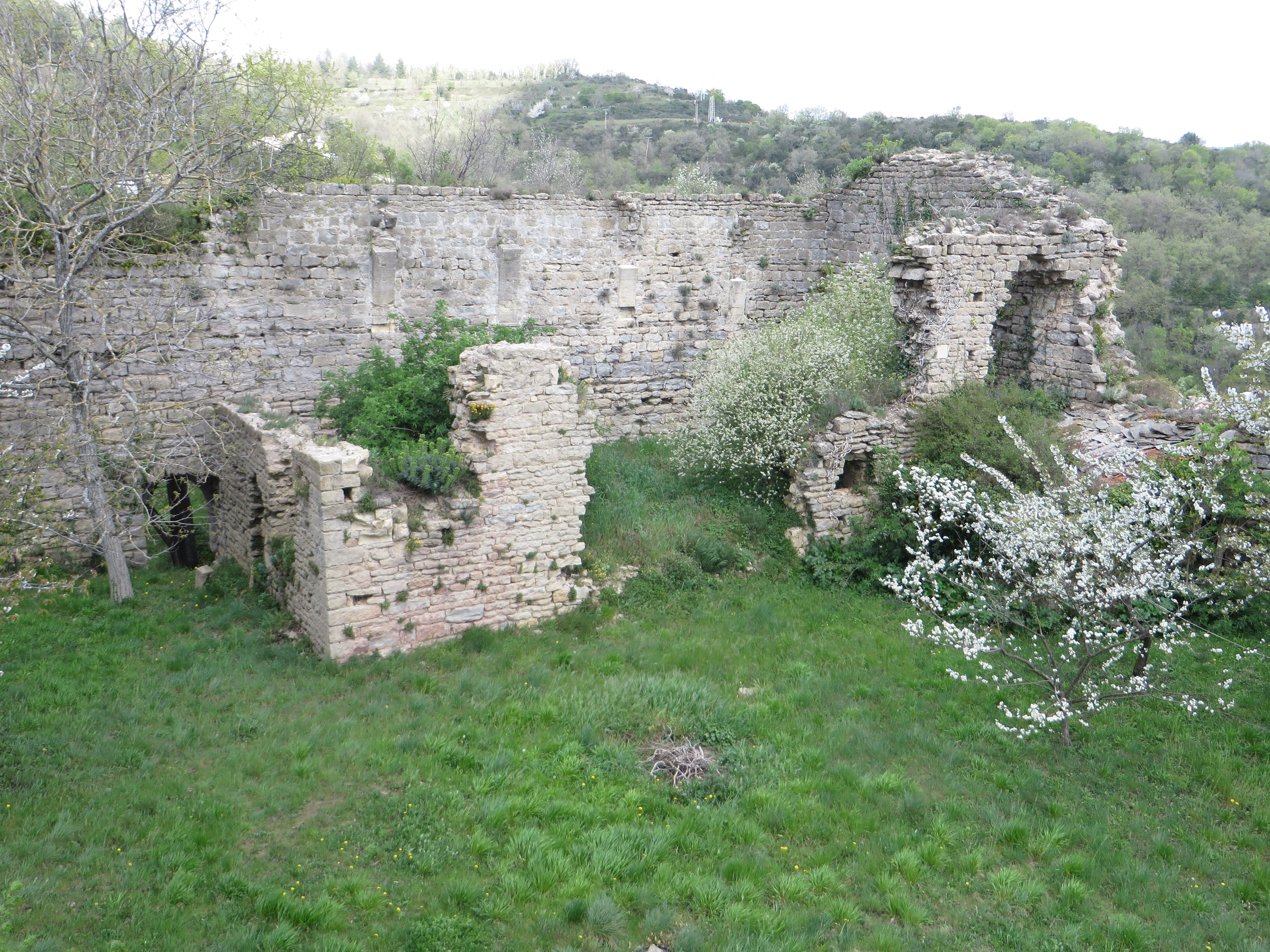
Logis Neuf et poterne à gauche

À l'angle Nord-Est se trouve une construction postérieure au donjon. 
Il s'agit d'un logis neuf présentant deux niveaux. L'étage est visible grâce aux traces d'encastrement du plancher et des poutres dans le mur. 
Un accès par l’extérieur est visible, il se présente comme pour le donjon avec un escalier sur voûte.   
Sur le mur gouttereau Sud les nombreuses traces d'ouvertures à l'étage ainsi que leurs dimensions, montrent qu'il y avait une série de baies beaucoup plus larges que les archères du donjon et amenant plus de lumière. 
Le toit reprend la tradition méridionale à savoir une série d'arcs doubleaux reprenant les pannes et supportant la couverture.

## Galerie

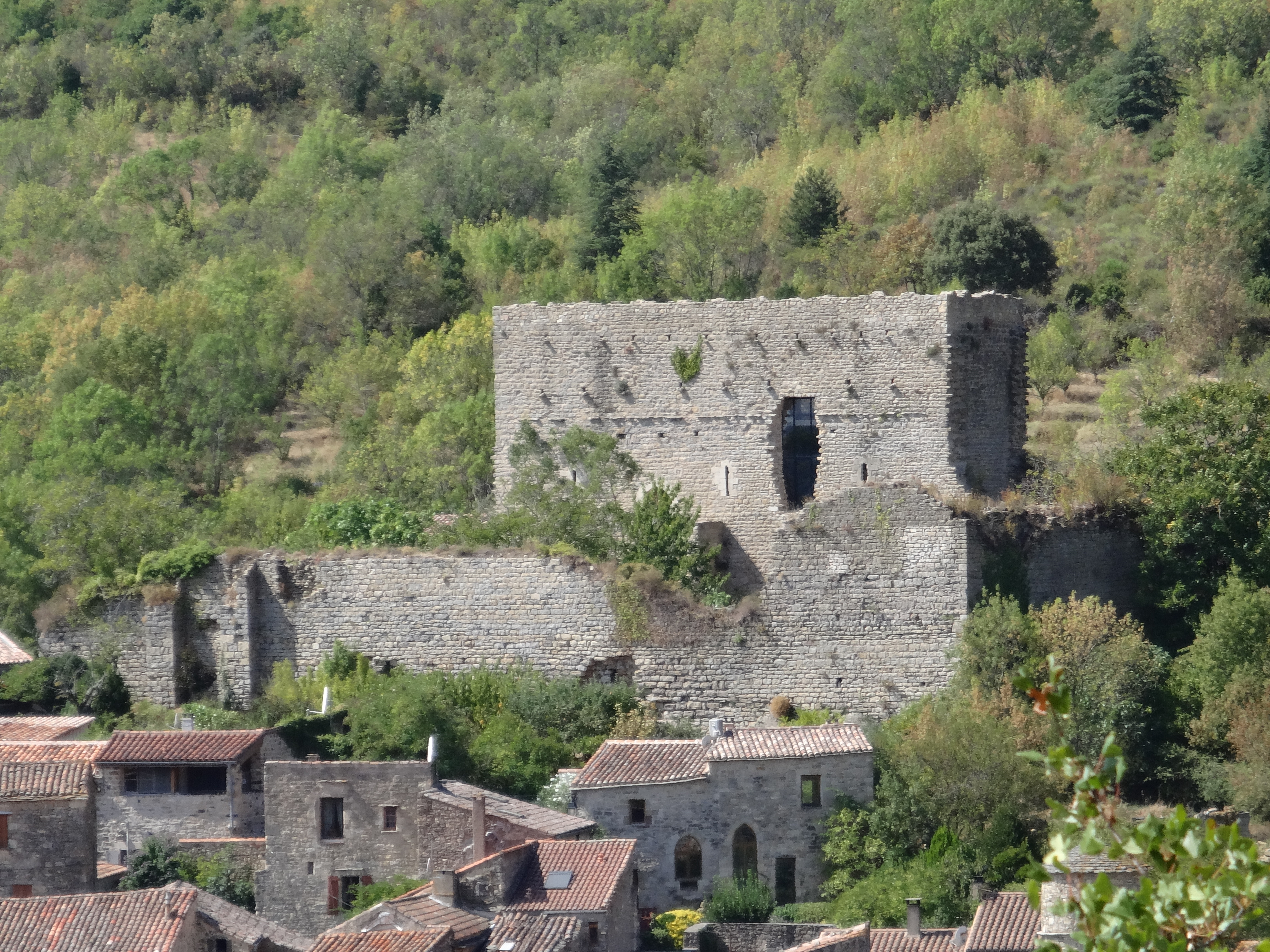
vue par l'Est du château de boussagues
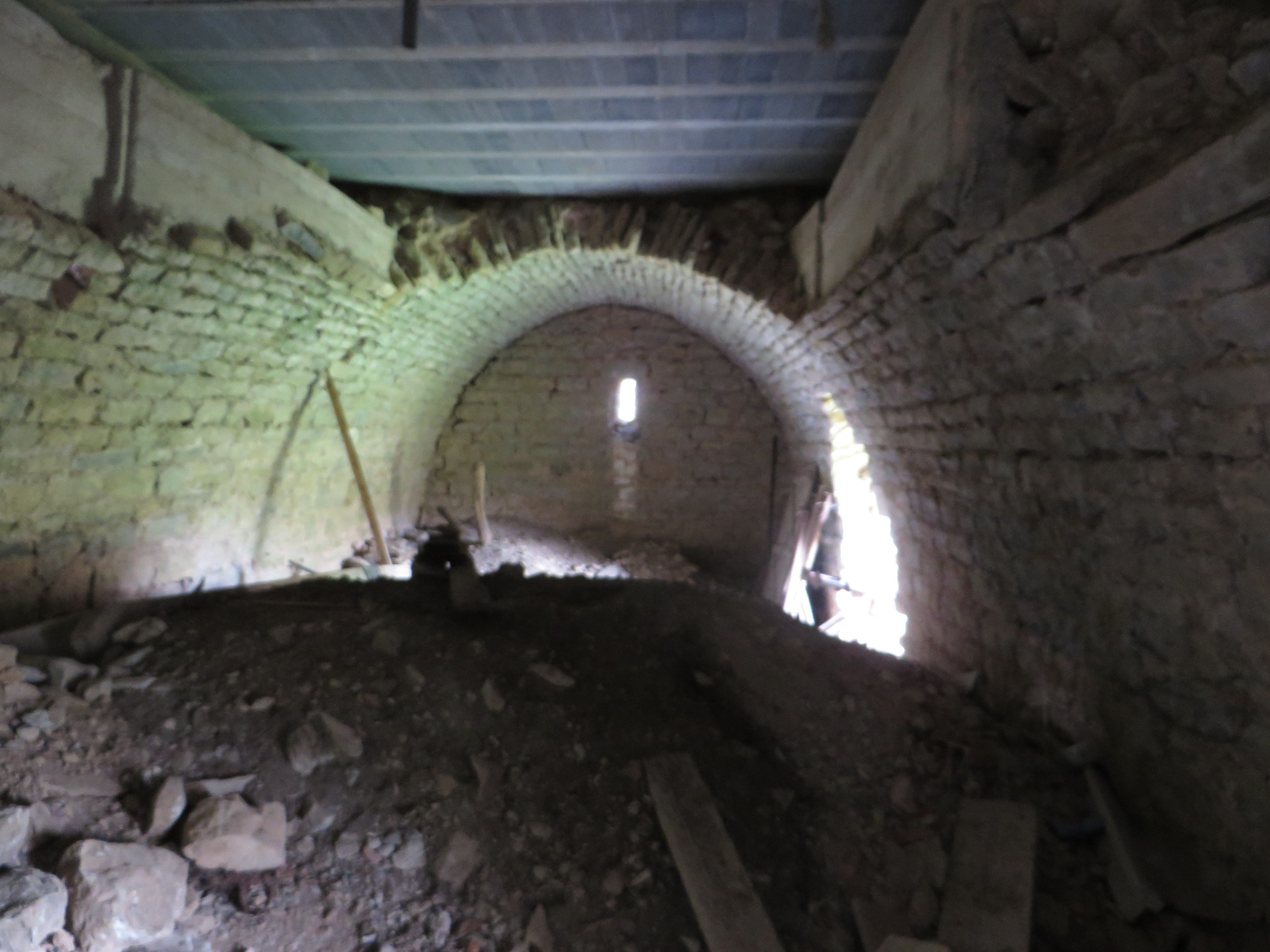
salle basse du donjon
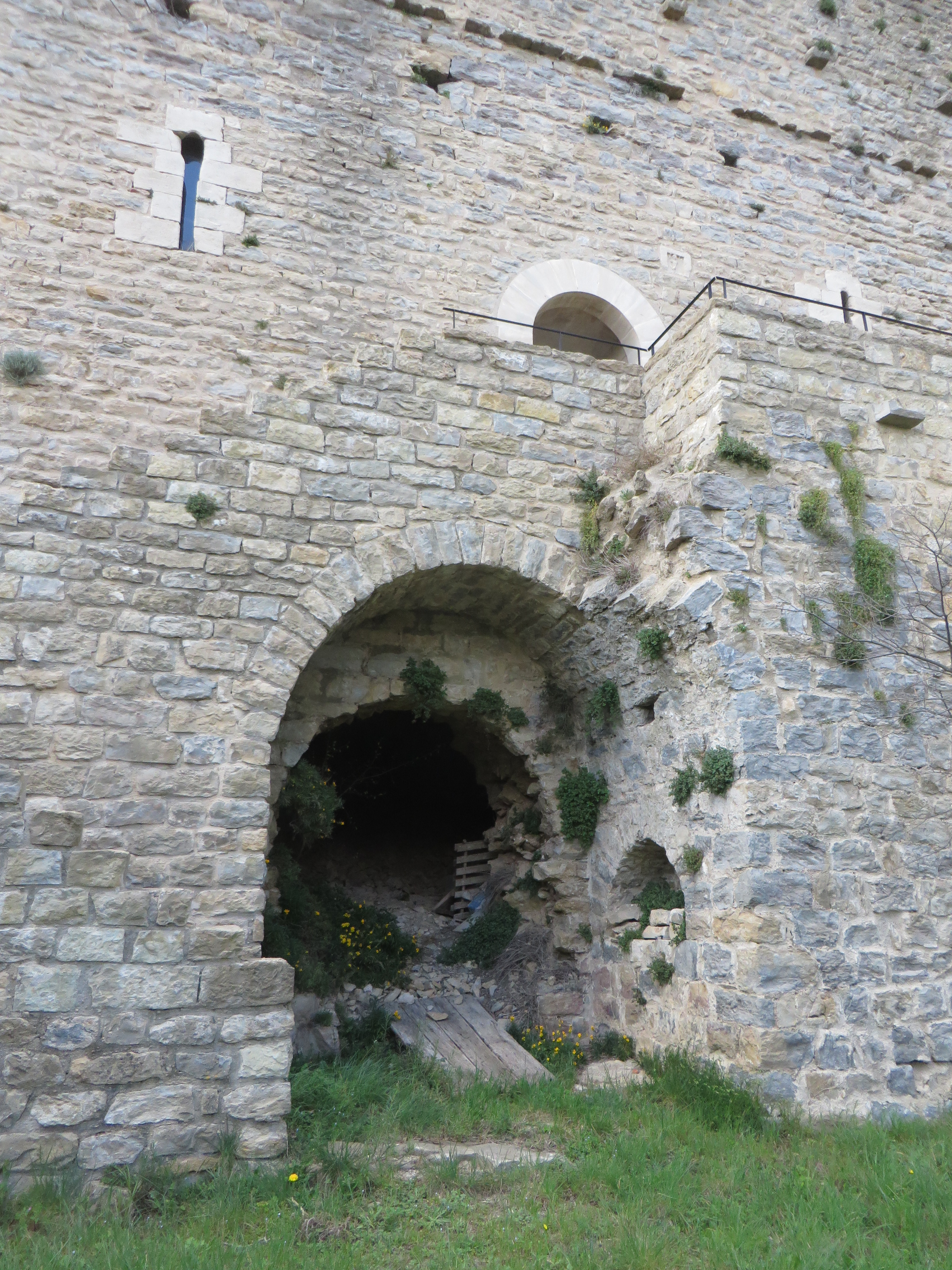
porte menant à la salle basse
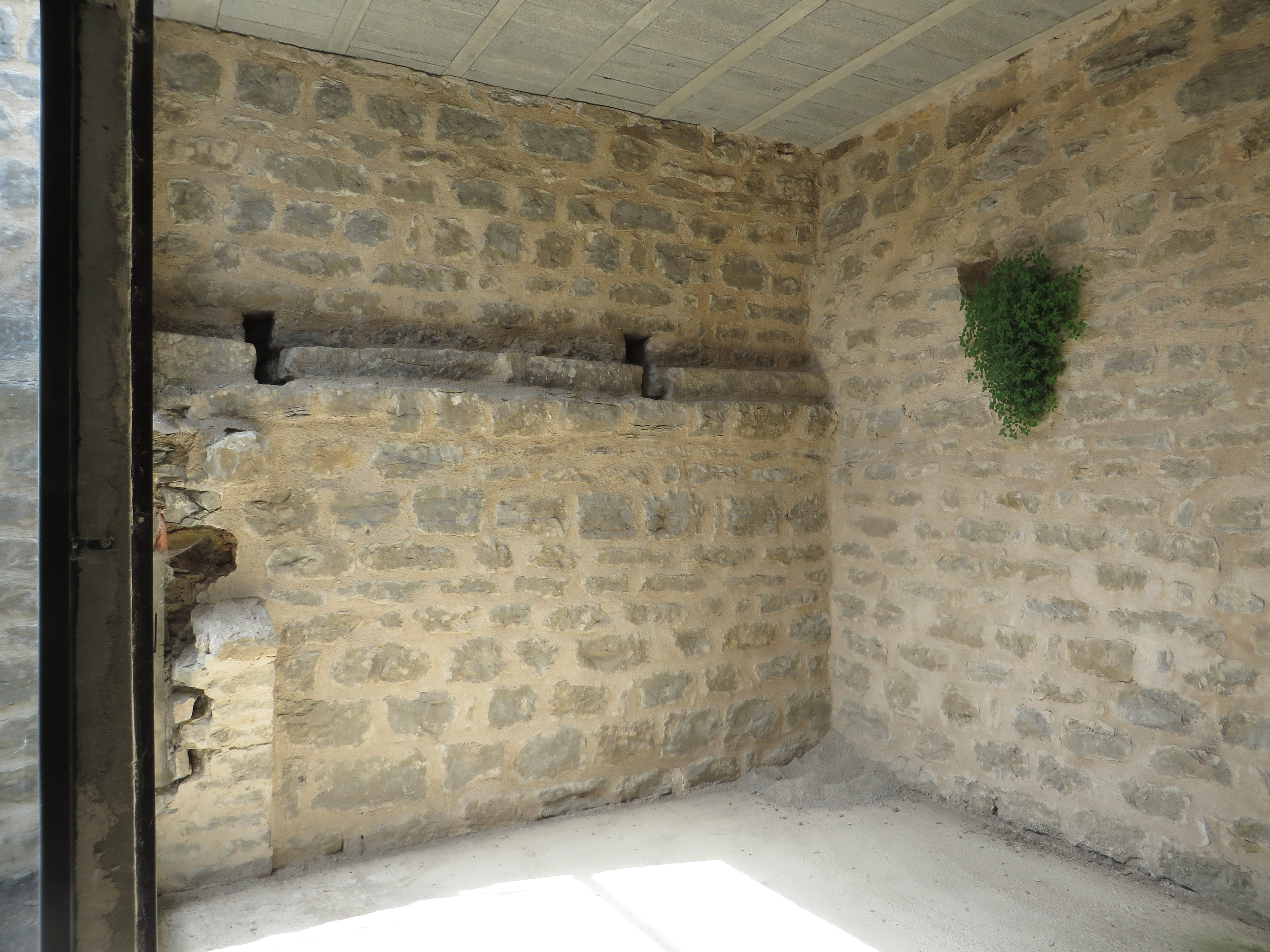
évacuations pluviales
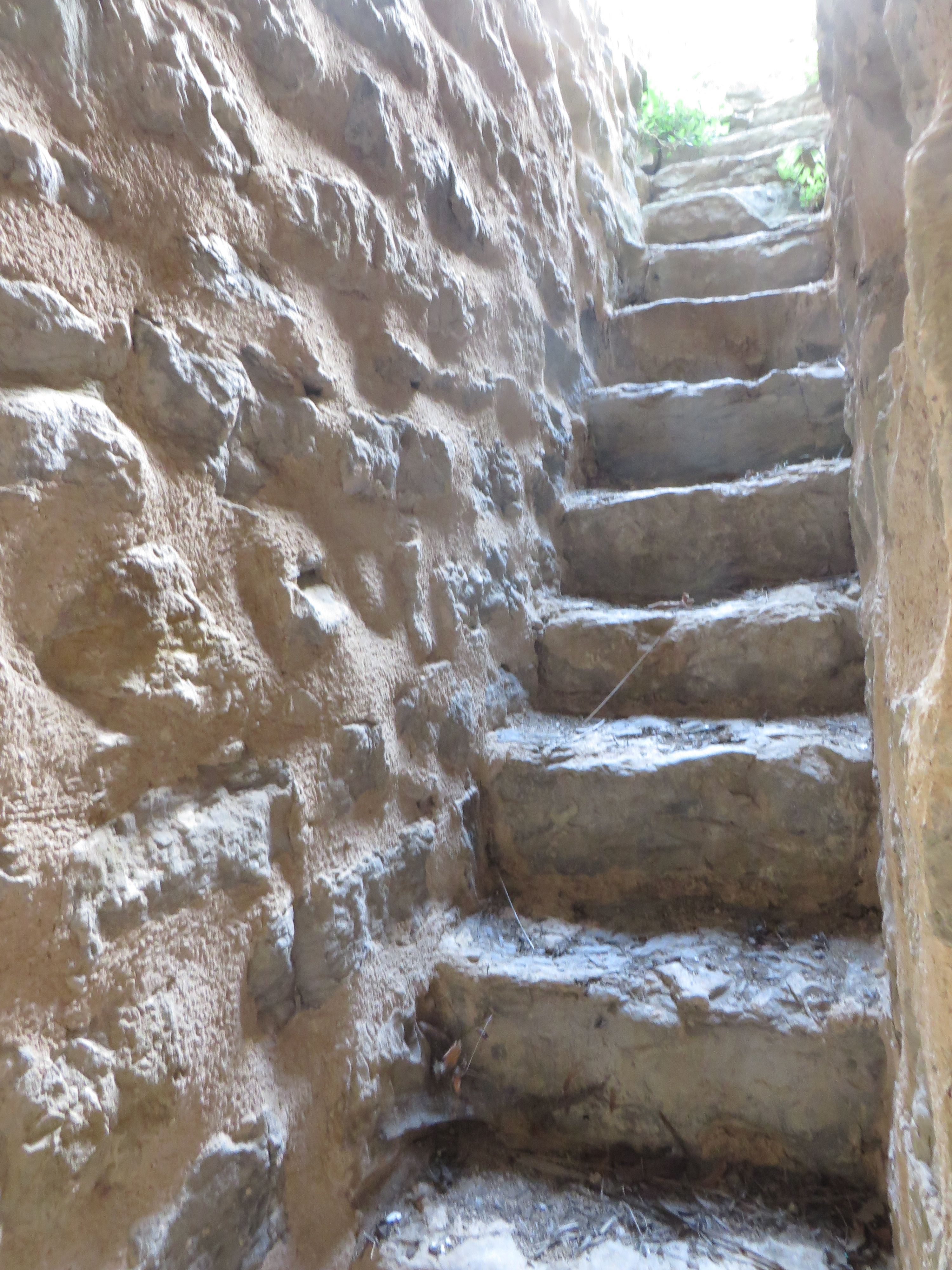
escalier menant au toit
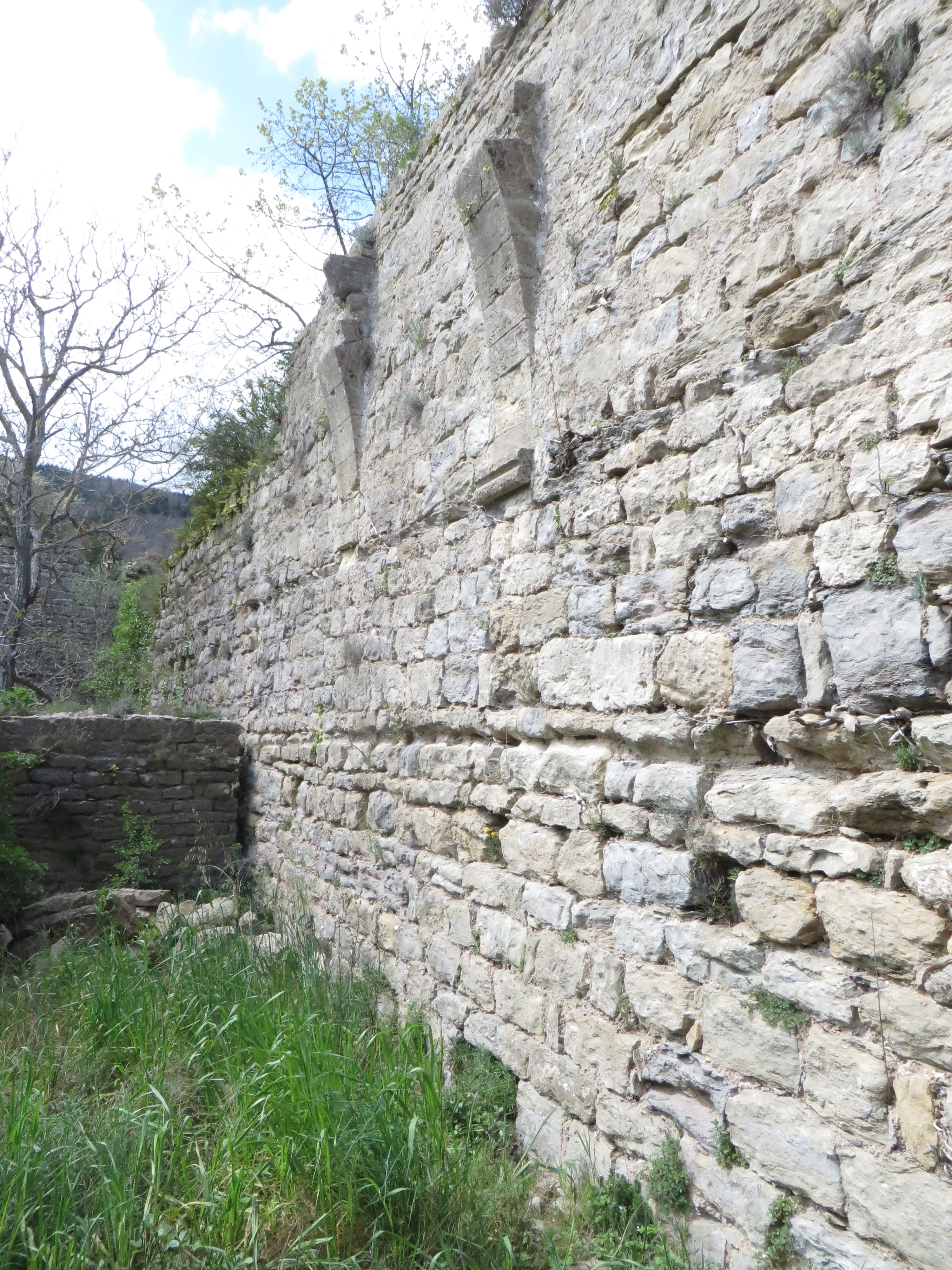
Logis Neuf, amorces des arcs doubleaux, et délimitation du plancher
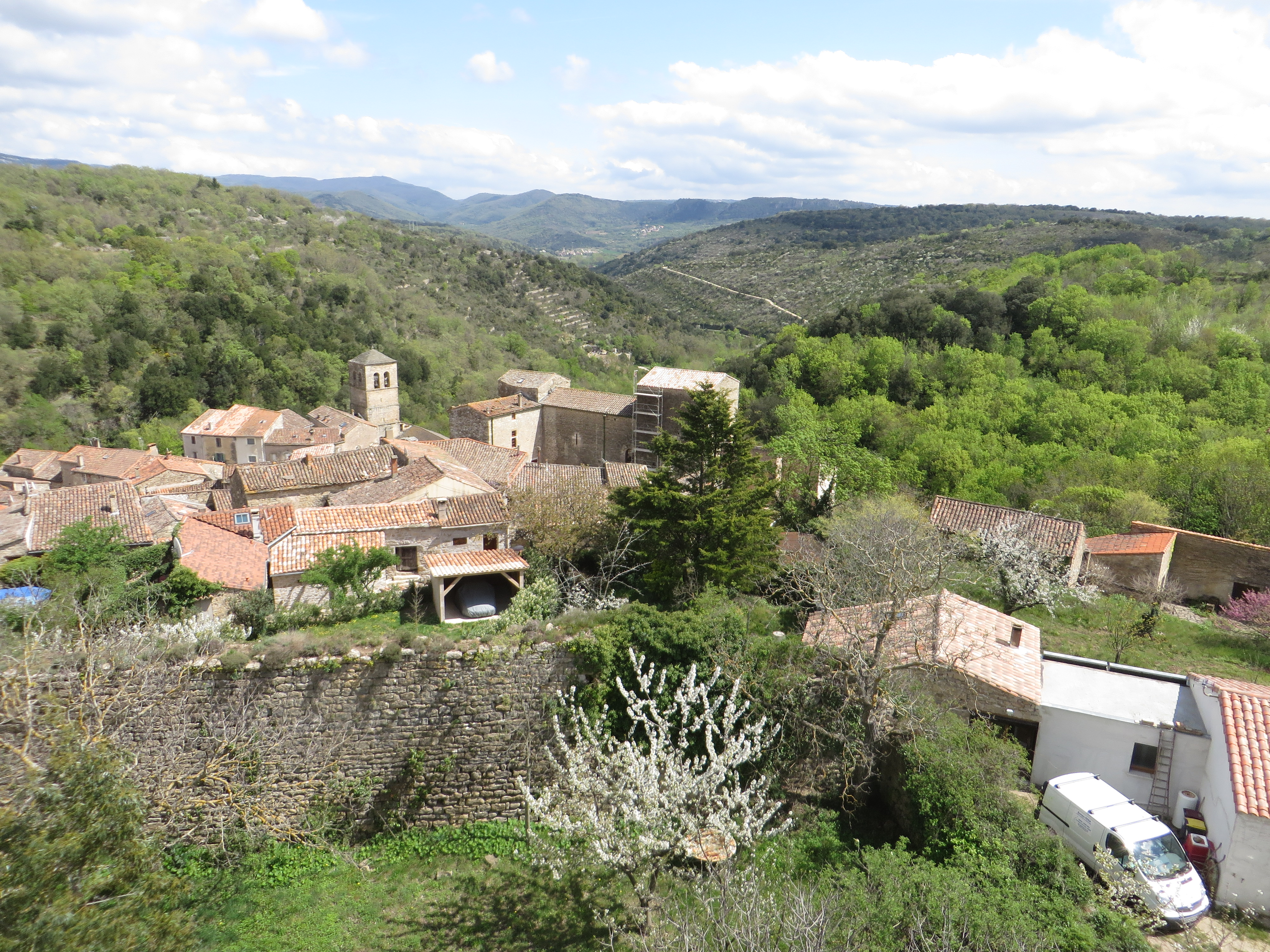
enceinte de la cour, vue sur le hameau et la vallée
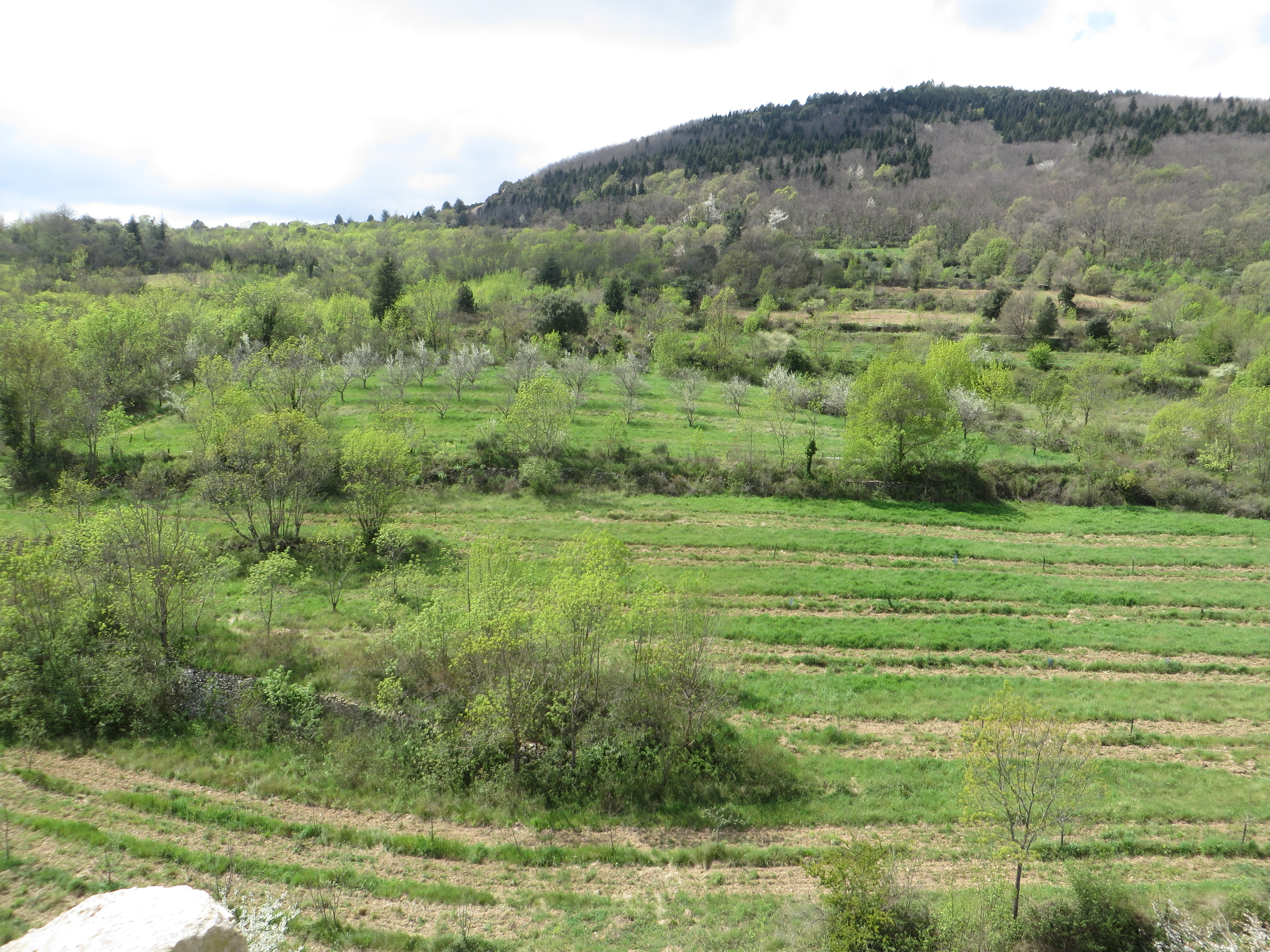
Vue sur le mont Coudour et terres cultivées
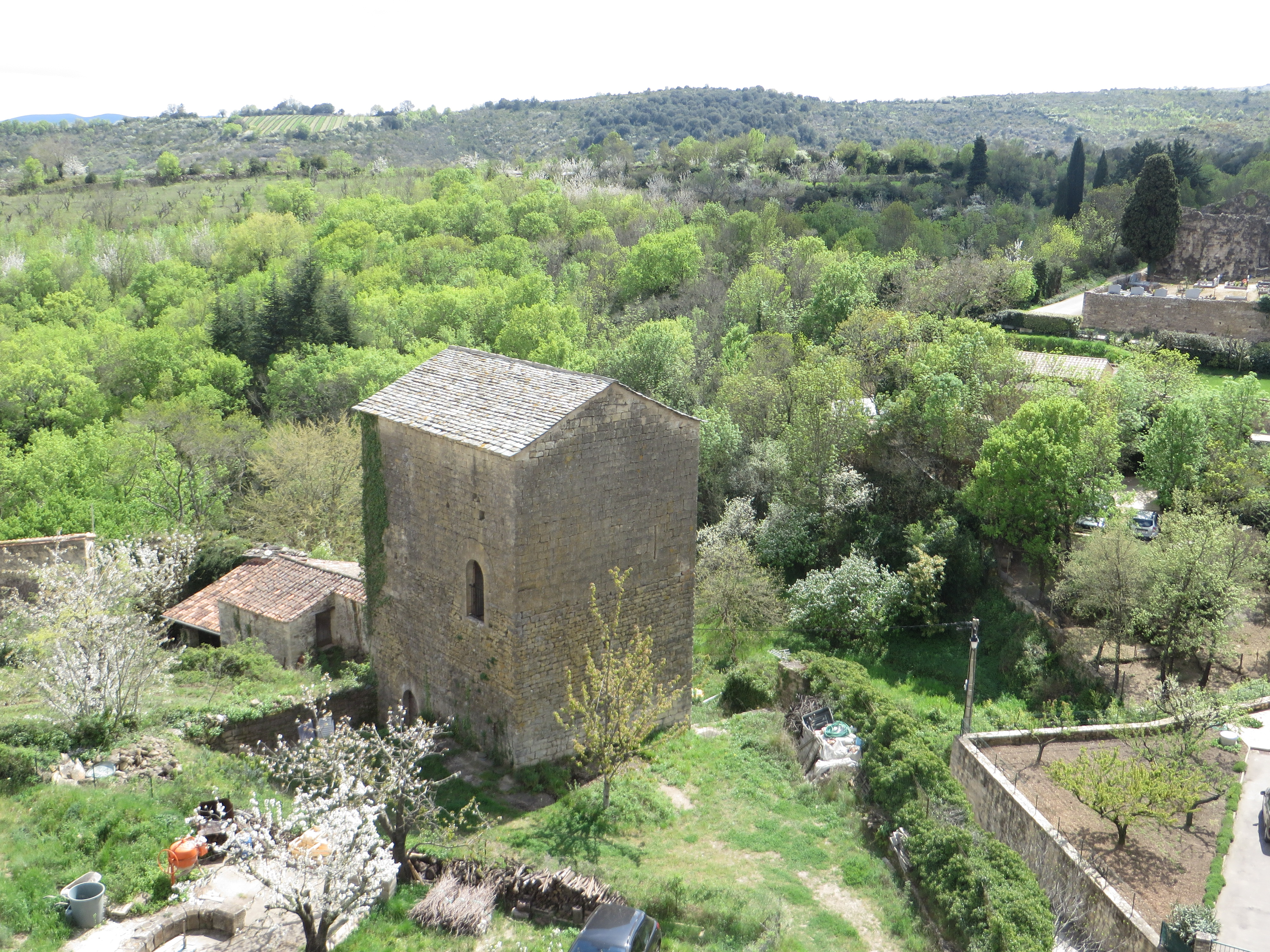
Vue sur la tour de Patau

## Protection
Non protégé